# Hermann Koczyk

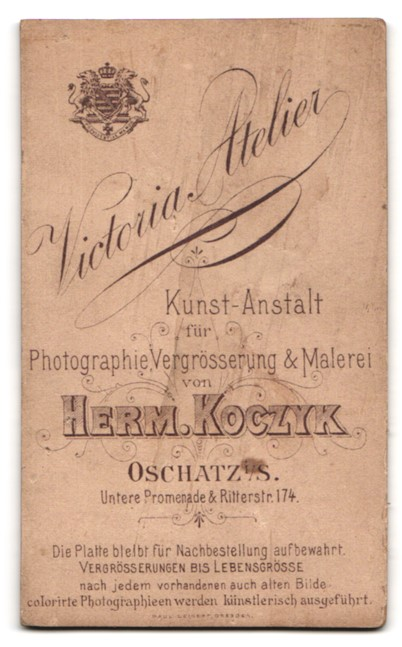
Hermann Koczyk: revers fotografie

Hermann Koczyk (1. května 1868, Hlohov – 14. ledna 1942, Oschatz ) byl německý fotograf. Dlouho provozoval fotoateliér v Oschatzu a přispíval tak k dokumentaci historie města. Mnoho z jeho snímků bylo distribuováno jako pohlednice.

## Životopis
Hermann Koczyk byl synem fotografa Germanuse Koczyka, prvního fotografa, který založil fotografické studio v Míšni. Základní vzdělání získal v letech 1883/84 na Královské saské akademii výtvarných umění v Drážďanech, poté rozšířil své znalosti v letech 1885/86 u J. Richarda v Cannes a poté u Hermanna Wittea v Montreux a Henriho Rebmanna v La Chaux-de- Fondy. Poté se stal vedoucím pobočky fotografického studia v Senftenbergu. Jeho zaměstnavatelem během této doby – od května 1886 do srpna 1887 – byl Hermann Mayer. Koczyk otevřel své první vlastní studio v Haynau ve Slezsku.
K přesunu do Oschatzu došlo o několik let později: Koczykova budoucí manželka Martha Rockstroh, která byla rovněž vystudovanou fotografkou, koupila 16. října 1890 fotoateliér Malvine a Curta Saura na Dolní promenádě v Oschatzu. V březnu 1891 se Martha Rockstroh a Hermann Koczyk zasnoubili a v prosinci téhož roku se vzali.
Výsledkem manželství byly čtyři děti, tři synové a jejich dcera Vera, která se narodila v roce 1900 a později také pracovala ve fotoateliéru.
Po sňatku fungovala firma rodiny Koczyků pod názvem „Photographisches Atelier Hermann Koczyk. Umělecký institut pro fotografii, zvětšování a malbu “. Občas se mu také říkalo „Victoria-Atelier“.
Koczyk absolvoval další školení, mimo jiné od Nicoly Perscheida. Koczykovy obrazy, které prezentoval v roce 1911 na Obchodní, průmyslové a zemědělské výstavě v Oschatzu, byly oceněny za jeho umělecký přístup.
Byl zakládajícím členem Asociace saských fotografů a členem Asociace fotografů v Hamburku a Berlíně. Vera Koczyk předala jejich fotografický majetek manželům Ruminským z Riesy.
V roce 2016 se v městském muzeu v Oschatzu konala výstava s názvem Vzpomínky fotografa a místního spisovatele Hermanna Koczyka (1868–1942).

## Galerie

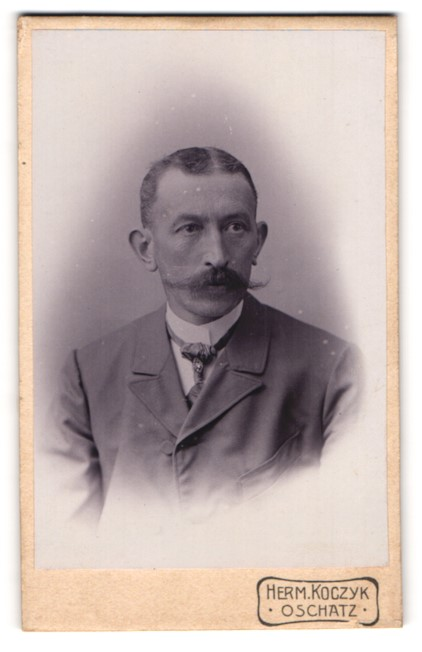
Hermann Koczyk: Portrét muže
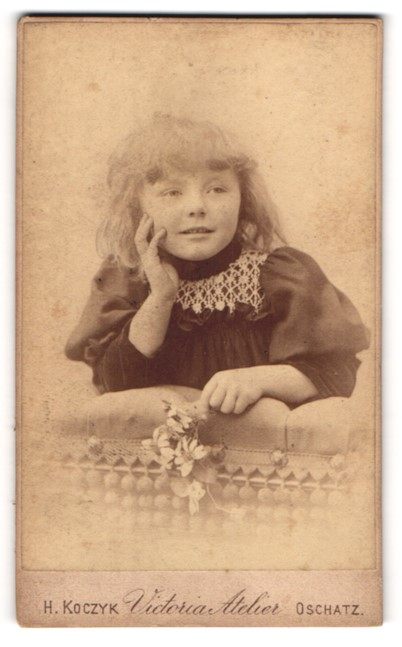
Hermann Koczyk: Dívka
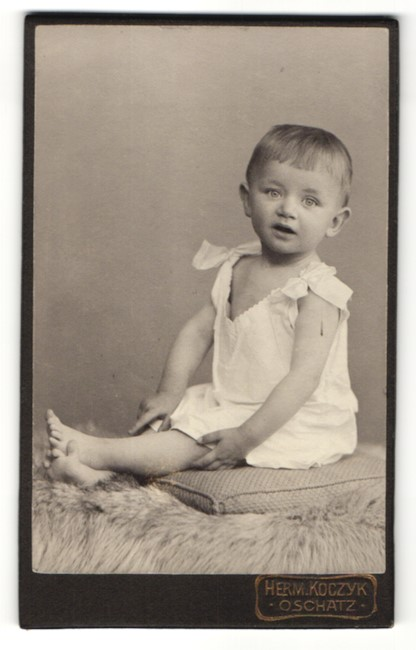
Hermann Koczyk: Kleinkind Ponyfrisur
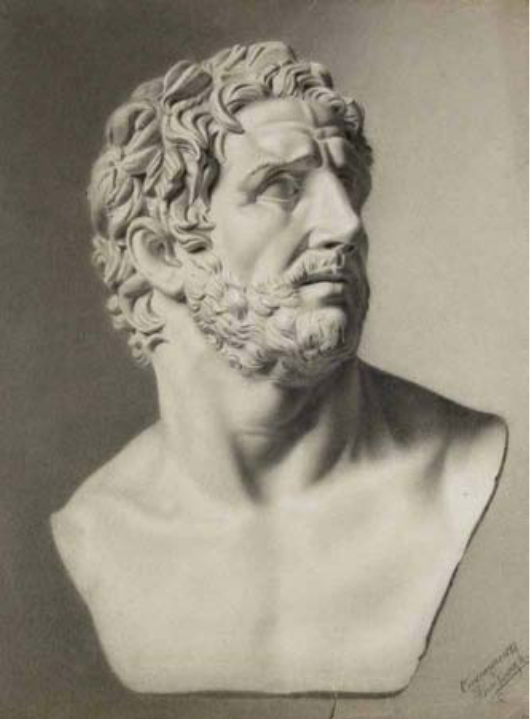
Hermann Koczyk: Zeichnung
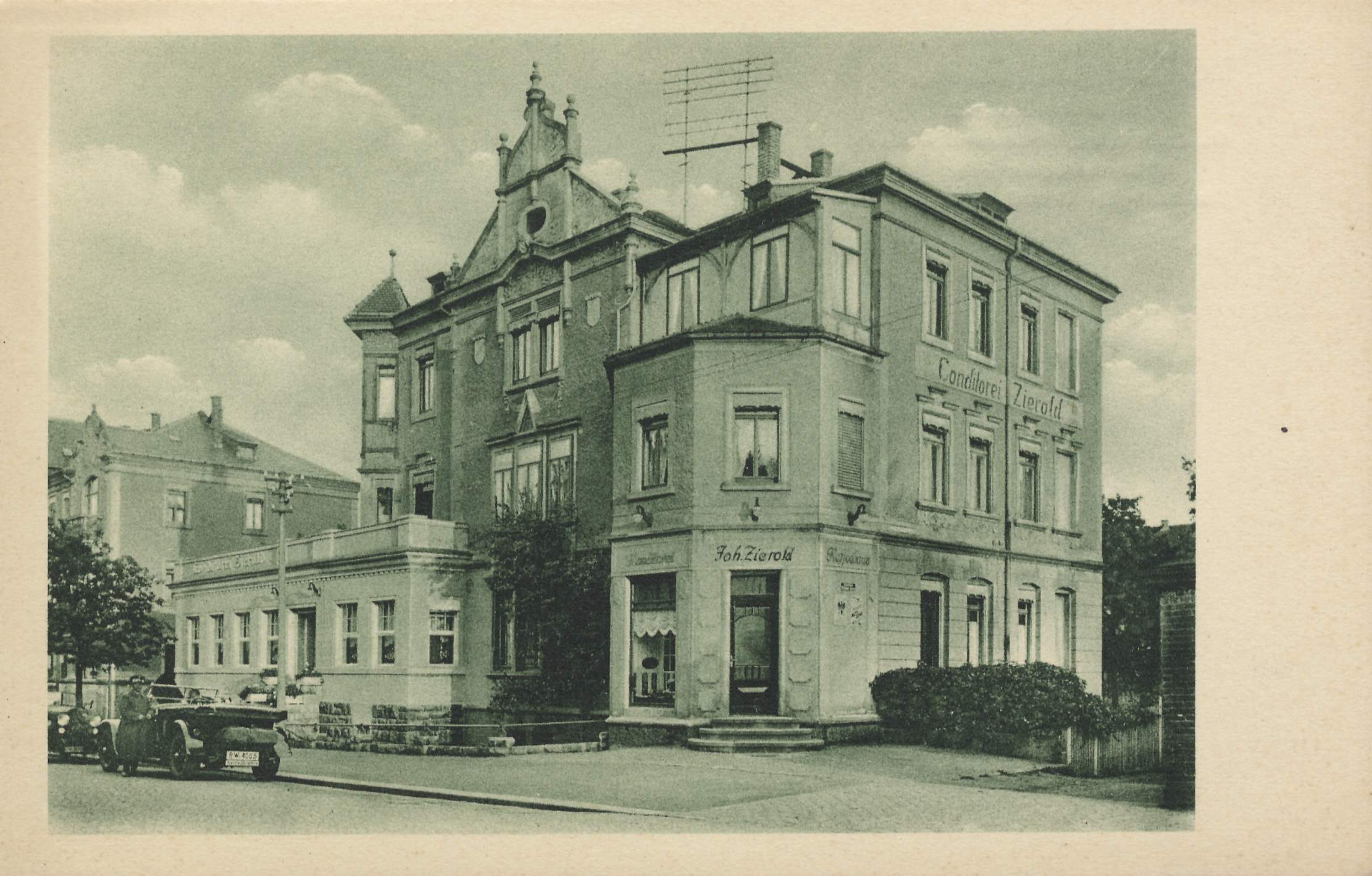
Oschatz, Sachsen – Konditorei und Caféhaus Johannes Zierold (Zeno Ansichtskarten)
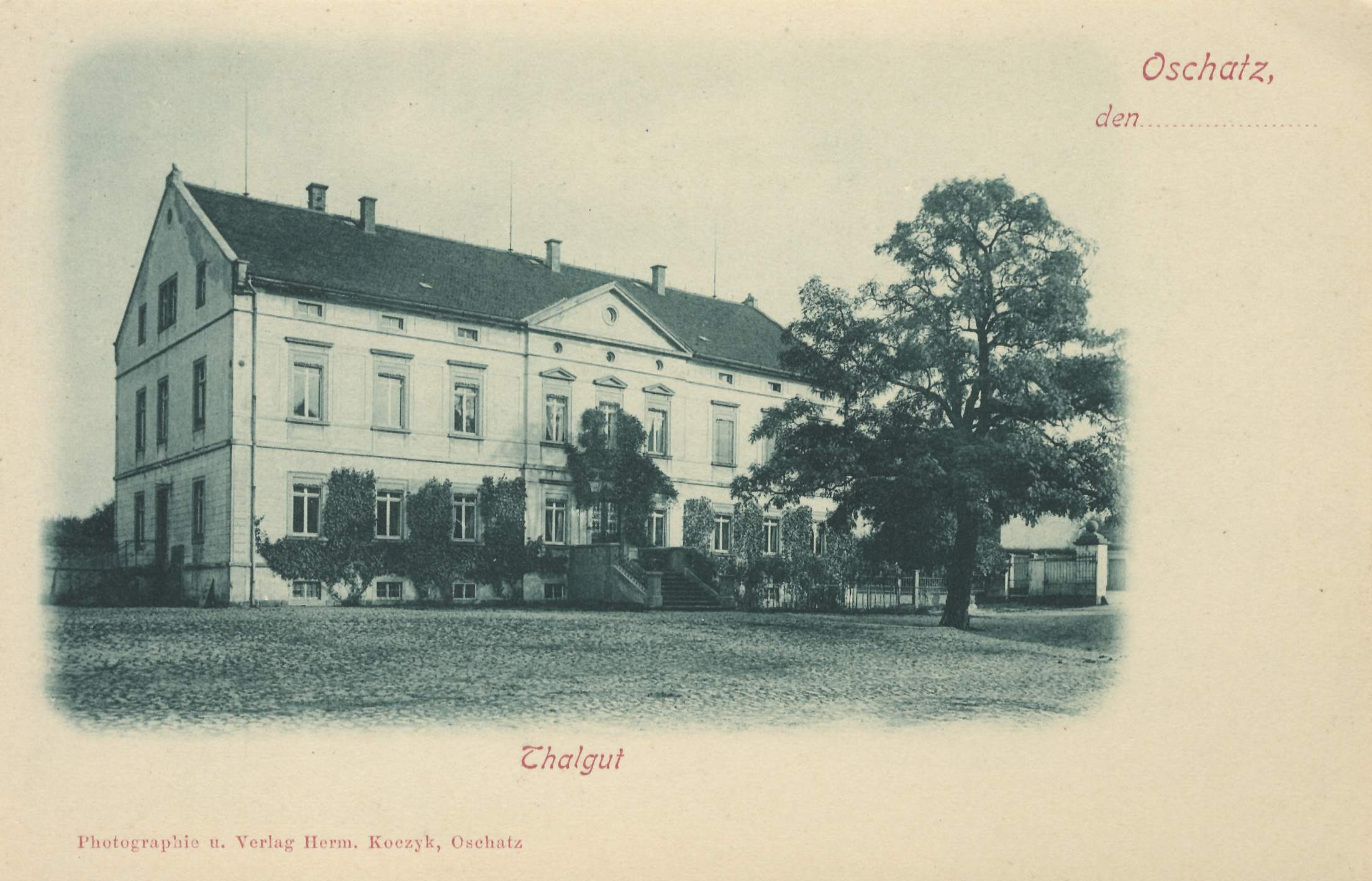
Oschatz, Sachsen – Thalgut (Zeno Ansichtskarten)